# St-Étienne (Angervilliers)

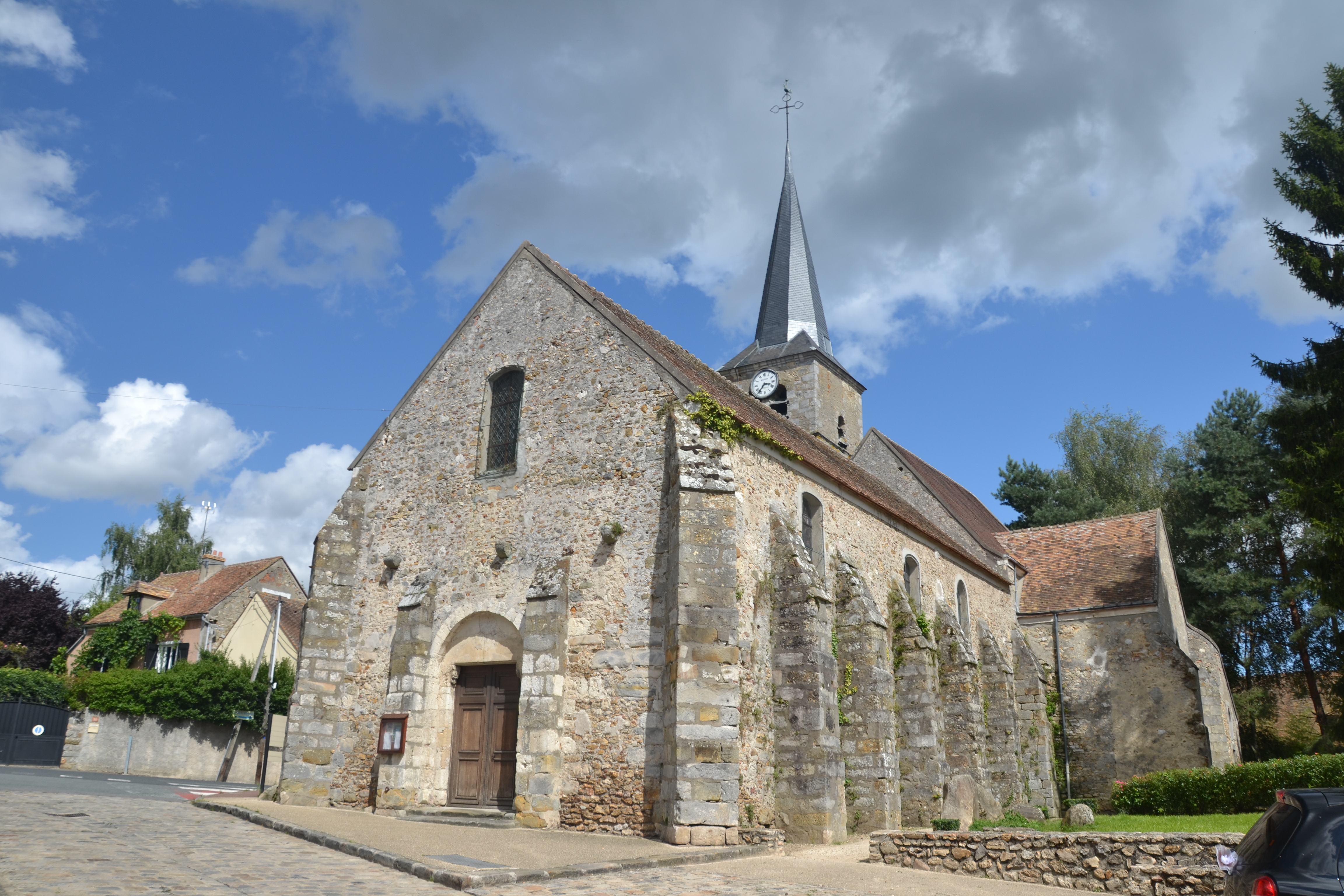
Kirche St-Étienne in Angervilliers

Die katholische Kirche St-Étienne in Angervilliers, einer französischen Gemeinde im Département Essonne in der Region Île-de-France, wurde im 11. Jahrhundert errichtet und nach dem Hundertjährigen Krieg im Stil der Gotik wieder aufgebaut. 
Der älteste Teil der Saalkirche an der Grande-Rue ist der Unterbau des Glockenturms. Strebepfeiler gliedern die Fassade aus Bruchsteinmauerwerk und Haustein. Das Kirchenschiff wird von einem Tonnengewölbe abgeschlossen, das mit goldenen Sternen auf blauem Untergrund geschmückt ist. 
Von der Ausstattung ist der hölzerne Altar aus dem 18. Jahrhundert erwähnenswert.